# Fairmont (Minnesota)
Fairmont es una ciudad ubicada en el condado de Martin en el estado estadounidense de Minnesota. En el Censo de 2010 tenía una población de 10666 habitantes y una densidad poblacional de 243,28 personas por km².

## Geografía
Fairmont se encuentra ubicada en las coordenadas 43°38′42″N 94°28′2″O / 43.64500, -94.46722. Según la Oficina del Censo de los Estados Unidos, Fairmont tiene una superficie total de 43.84 km², de la cual 38.96 km² corresponden a tierra firme y (11.13%) 4.88 km² es agua.

## Demografía
Según el censo de 2010, había 10666 personas residiendo en Fairmont. La densidad de población era de 243,28 hab./km². De los 10666 habitantes, Fairmont estaba compuesto por el 95.63% blancos, el 0.46% eran afroamericanos, el 0.25% eran amerindios, el 0.67% eran asiáticos, el 0.05% eran isleños del Pacífico, el 1.86% eran de otras razas y el 1.09% pertenecían a dos o más razas. Del total de la población el 5.29% eran hispanos o latinos de cualquier raza.